# OMECO
OMECO（オメコ）は、日本の東京都台東区にある株式会社OMECOが製造販売する腕時計のオリジナルブランド。同ブランドの腕時計として主に「OMECO潮FUKIMASTER（オメコ シオフキマスター）」などがある。

## 概要
株式会社OMECO（代表：風間友亮）は、ジュエリーや時計の企画・制作・販売を手掛け、自社ブランド商品を通信販売で展開している。2010年頃からを個人事業として通信販売を開始。アクセサリー販売などで事業成長を続け法人化に至る。そうした過程で主力商品として打ち出した自社ブランドが、腕時計の「OMECO」シリーズであり、OMECO黎明期に誕生した腕時計が「OMECO 潮master PROFESSIONAL CUNNILINGUS」であった。以降、腕時計のアップデートが繰り返され、マスターピースとなった腕時計が2019年に発売された「OMECO 潮FUKIMASTER」である。

## 主な腕時計
- OMECO 潮master PROFESSIONAL CUNNILINGUS（発売年：2016年）
- OMECO 潮FUKIMASTER（発売年：2019年）
- OMECO 潮FUKIMASTER 極 -KIWAMI-（発売年：2019年）
- OMEX ONE-NIGHT（発売年：2020年）
- OMEX SHABURINER（発売年：2020年）
- ADULT VIDEO EROTIC（発売年：2021年）

## 商標問題
株式会社OMECOは2020年8月5日に「OMECO」を商標登録（登録商標第6277280号）したが、高級腕時計メーカーであるオメガは、特許庁に対し「OMECO」の商標登録を取り消すよう申請した。特許庁は2021年12月21日、オメガの主張を認め、「OMECO」の商標登録を取り消す決定を下した。
株式会社OMECOは特許庁の決定を不服として知的財産高等裁判所に提訴した他、2022年3月2日におまんこマークとOMECOを結合した結合商標（商標出願2022-034608）を特許庁へ出願した。知的財産高等裁判所は2022年5月25日に株式会社OMECOの主張を退ける判決を下した。
株式会社OMECOは知的財産高等裁判所の判決を不服として最高裁判所に上告したが、最高裁判所は2023年4月19日に上告を棄却する決定を下し、「OMECO」（登録商標第6277280号）の商標登録取り消しが確定した。おまんこマークとOMECOを結合した結合商標（商標出願2022-034608）も2023年1月13日に特許庁から拒絶査定の決定が下り、同年7月11日に最終処分が確定した。